# Castelo Branco (distrikt)

Castelo Brancos distrikt i Portugal

Distrito de Castelo Branco är ett av Portugals 18 distrikt vars residensstad är Castelo Branco.

## Geografi
Distriktet ligger i mellersta Portugal.
Distriktet har 208 070 invånare och en yta på 6 675 km².

## Kommuner
Castelo Brancos distrikt omfattar 11 kommuner.
- Belmonte
- Castelo Branco
- Covilhã
- Fundão
- Idanha-a-Nova
- Oleiros
- Penamacor
- Proença-a-Nova
- Sertã
- Vila de Rei
- Vila Velha de Ródão